# 洪順 (永樂進士)
洪順，福建懷安縣人，明朝政治人物、進士。
永樂二年（1404年），洪順中式甲申科二甲第六十名進士，授庶吉士。明成祖命解縉選士，其從進士中洪順直入文淵閣。之後改為刑部主事。永樂十八年，升爲佥事，后升任山东按察司佥事、山东按察使。